# Frankofilie

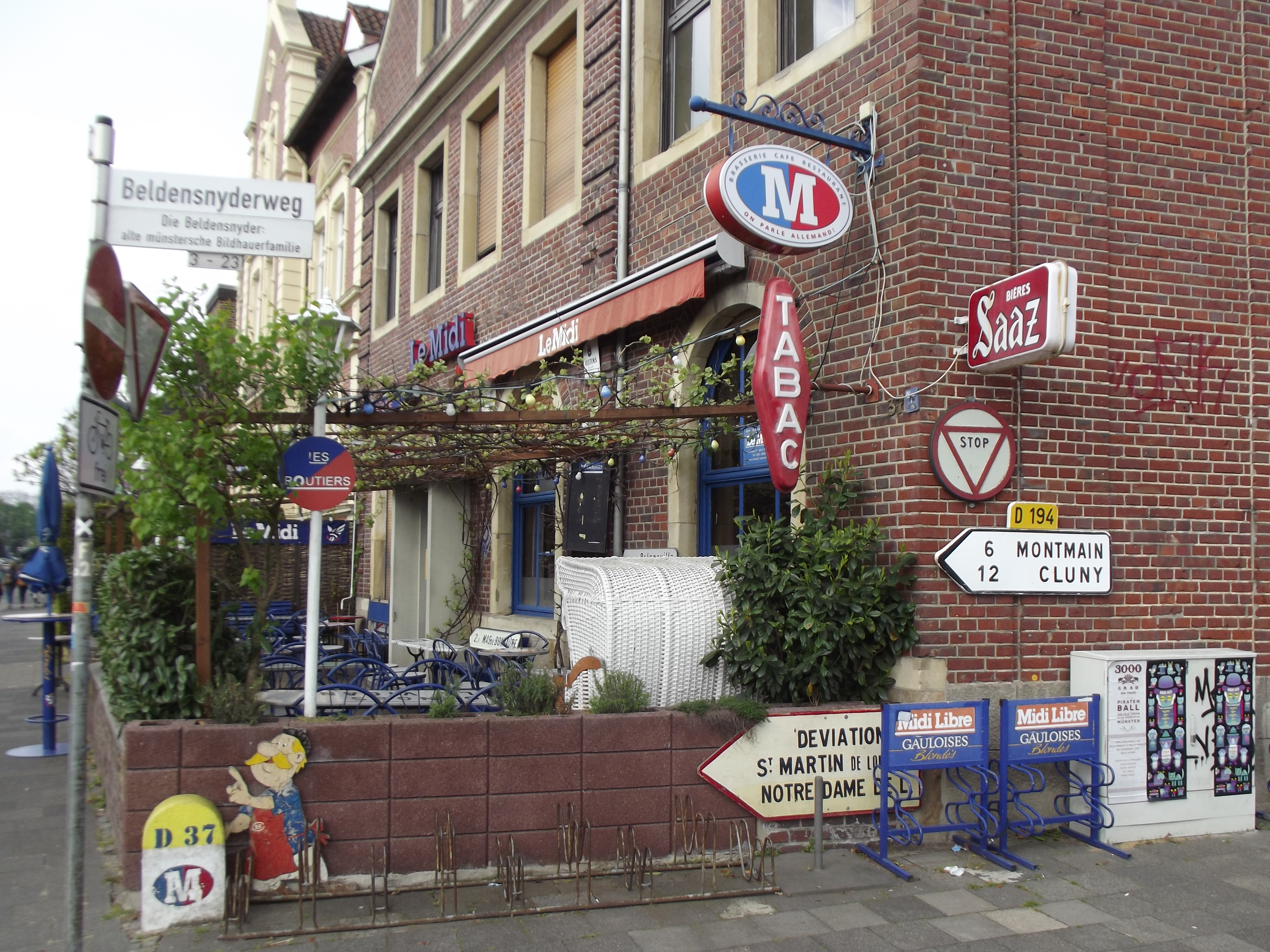
Frankofilní restaurace v Münsteru (Německo)

Frankofil (nebo také Galofil) je jedinec, který má velmi pozitivní vztah ke všemu francouzskému, ať už se jedná o vládu, dějiny, demografii, či kulturu Francie. Může se také jednat o pozitivní vztah k Francii jako takové, či k francouzštině, nebo k francouzské kuchyni. Protikladem frankofila je frankofob.

## Historie
Původně byla frankofilie spojována s podporou osvícenství a politickými změnami v době Velké francouzské revoluce, kdy v mnoha evropských státech započal přechod od autokratické formy vlády k demokracii.

## Frankofilie v českých zemích
Rozvoj frankofilie v českých zemích se datuje zhruba od poloviny 19. století. Politicky se jednalo o snahu získat podporu pro větší autonomii Čechů v rámci Rakousko-Uherska. Jednalo se spíše o jednostranné úsilí českých intelektuálů získat pozornost Francie vůči Česku a české kultuře. Mnoho českých umělců pobývalo ve Francii (např. Zdenka Braunerová, Jaroslav Čermák, František Kupka, Alfons Mucha a řada dalších), francouzská literatura byla hojně překládána a zejména uváděna na českých divadlech. Mezi čechofilní francouzské intelektuály 19. století patřili především Louis Léger a Ernest Denis, významná byla návštěva Augusta Rodina v Čechách a na Moravě. Frankofilní postoj československé První republiky logicky ochladl po Mnichovské dohodě a nebyl podporován ani v době komunistické vlády. Nový rozvoj nastal po roce 1989.